# Primal Scream
A Primal Scream (az XTRMNTR és Live in Japan albumok borítóján PRML SCRM-ként feltüntetve) egy brit (skót) együttes. Főként alternatív rockzenét játszanak, de jelen vannak a house vagy a dance műfajban is.

## Története
1982-ben alakultak meg Glasgow-ban. Bobby Gillespie a Glasgow-beli Mount Floridában találkozott Robert Younggal. (Gillespie később csatlakozott a The Jesus and Mary Chain zenekarhoz.) További tag volt még Alan McGee, a barátjuk is. McGee és Gillespie punkrajongók voltak, így beléptek egy helyi punkegyüttesbe, a The Drainsbe, amely egy rövid életű zenekar volt. A Drains feloszlása után Gillespie-t érdekelni kezdte az akkoriban divatos új hullámos (new wave) mozgalom. Találkozott egy másik barátjával, Jim Beattie-vel, akivel The Byrds- és Velvet Underground-számokat kezdett feldolgozni. Nem sokkal később saját számokat kezdtek el írni, majd felvették a „Primal Scream” („Ősi üvöltés”) nevet. Első koncertjüket 1982-ben tartották. Pályafutásuk alatt 11 nagylemezt adtak ki.
A zenekar Screamadelica és Vanishing Point című albumai bekerültek az 1001 lemez, amit hallanod kell, mielőtt meghalsz című könyvbe. 
A Movin' on Up című daluk a 2004-es Grand Theft Auto: San Andreas játékban is hallható az egyik fiktív rádióadón.
Denise Johnson 2020-ban elhunyt.

## Diszkográfia

### Stúdióalbumok
- Sonic Flower Groove (1987)
- Primal Scream (1991)
- Screamadelica (1991)
- Give Out But Don't Give Up (1994)
- Vanishing Point (1997)
- XTRMNTR (2000) (kiejtése megegyezik az "exterminator" szóval)
- Evil Heat (2002)
- Riot City Blues (2006)
- Beautiful Future (2008)
- More Light (2013)
- Chaosmosis (2016)